# Ziyādat Allāh I.

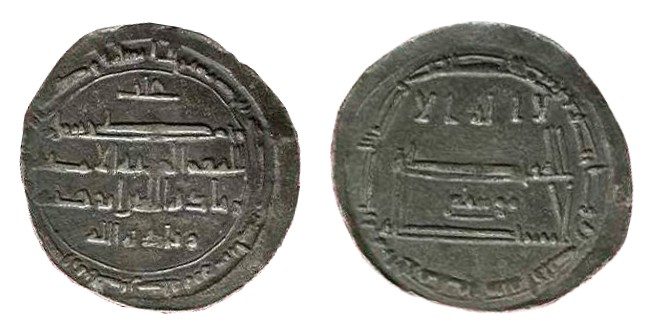
Von Ziyadatallah herausgegebener Dirham

Abū Muhammad Ziyādat Allāh I. ibn Ibrāhīm (arabisch أبو محمد زيادة الله بن إبراهيم, DMG Abū Muḥammad Ziyādat Allāh b. Ibrāhīm; † 838) war der dritte Emir der Aghlabiden in Ifriqiya (817–838).
Abū Muhammad Ziyādat Allāh I. folgte seinem Bruder ʿAbdallāh I. (812–817) auf den Thron in Ifrīqiya. Unter ihm blieben die Beziehungen zwischen den Aghlabiden auf der einen und den Rechtsgelehrten und den arabischen Truppen auf der anderen Seite angespannt. Als Ziyādat Allāh I. die Auflösung der arabischen Milizen durchsetzen wollte, führte dies zu einem großen Aufstand um Tunis (824–836). Diese Revolte konnte erst 836 mit Hilfe der Berberstämme niedergeschlagen werden.
Schon vorher hatte Ziyādat Allāh I. aber begonnen, durch Feldzüge nach Italien die unruhigen arabischen Milizen abzulenken. So begann 827 unter dem Befehl des Rechtsgelehrten Asad ibn al-Furāt die Eroberung des byzantinischen Sizilien, zunächst unter dem Deckmantel der Waffenhilfe für den Rebellen Euphemios. Zwar konnten die Truppen von Byzanz geschlagen werden, doch gelang die Eroberung von Palermo erst 831. Auf Grund der Machtkämpfe in Italien ergaben sich aber bald weitere Möglichkeiten für Eroberungen und Raubzüge. So wurden die Muslime 835 durch den Herzog von Neapel zur Hilfe gerufen, konnten nun Stützpunkte in Süditalien errichten und mit weitreichenden Raubzügen gegen die Christen beginnen.
Der wirtschaftliche Wohlstand des Reiches ermöglichte trotz der politischen Unruhen eine umfangreiche Bautätigkeit. So wurden die Moschee des ʿUqba ibn Nāfiʿ in Kairouan umfassend erneuert und erweitert und mehrere Stadtbefestigungen errichtet. Nach dem Tod von Ziyādat Allāh I. wurde dessen Bruder Abū ʿIqāl (838–841) Emir der Aghlabiden.